# José Wilson Sánchez
José Wilson Sánchez és un militar bolivià, que exerceix com a comandant general de l'Exèrcit de Bolívia, càrrec que ocupa des del fallit intent de cop d'Estat del 26 de juny de 2024 contra el president Luis Arce.

## Comandant general de l'Exèrcit
El 26 de juny de 2024, Juan José Zúñiga, llavors comandant general de l'exèrcit bolivià, va intentar un cop d'estat contra el president Luis Arce amb l'enviament de tropes, en vehicles blindats, per a prendre la Plaça Murillo a ˞˞˞˞La Paz, capital administrativa del país, i assaltar la Casa Gran del Poble, el palau presidencial. Aquest esdeveniment és conegut com l'intent de cop d'Estat de 2024.
Durant la infructuosa acció militar, el mandatari va nomenar nous caps de l'Exèrcit (entre ells, ell), de l'Armada i la Força Aèria del país, al mateix temps que va afirmar que les tropes que es van alçar en contra seva estaven «tacant l'uniforme». En el seu primer acte de gestió va ordenar a totes les tropes colpistes que es retiressin i tornessin a les seves casernes. Les tropes van evacuar ràpidament la plaça seguint l'ordre.